# オデッセイ・アリーナ
オデッセイ・アリーナは、北アイルランド・ベルファストにあるアリーナ。現在の名称はSSEアリーナ（英: SSE Arena）。別名オデッセイ。

## 概要
ロンドンにあるウェンブリー・アリーナ同様、電力会社のSSEに10年間の命名権を販売したため、名称がSSEアリーナへ変更となった。隣接するオデッセイ・パビリオンはIMAX映画館を含めたシネマコンプレックスやバー、ナイトクラブなどがある。2011年には当地でMTV EMAが開催された。